# الدی (ویرجینیا)
الدی، ویرجینیا (به انگلیسی: Aldie, Virginia) یک منطقهٔ مسکونی در ایالات متحده آمریکا است که در ویرجینیا واقع شده‌است.